# Kỳ giông đốm vàng
Kỳ giông đốm hay Kỳ giông đốm vàng, tên khoa học Ambystoma maculatum, là một loài kỳ giông phổ biến ở đông Hoa Kỳ và Canada. Kỳ giông đốm đốm là loài lưỡng cư biểu tượng tiểu bang South Carolina. Phạm vi phân bố của nó từ Nova Scotia, đến hồ Superior, miền nam Georgia và Texas. 
Các nghiên cứu gần đây phát hiện ra phôi của chúng có tảo cộng sinh sống bên trong.